# Viktor von Ebner
Viktor von Ebner-Rosenstein (Bregenz, 1842 – Vienna, 1925) è stato un anatomista austriaco.
Studiò medicina a Gottinga, a Vienna e a Graz. Dopo la laurea (1866) fu professore di istologia a Graz e a Vienna.
Lavorò anche in campo botanico e zoologico.

## Fonti
Lemma su Treccani.it